# Leavitt Bulldog
Leavitt Bulldog é uma raça de cães de origem norte-americana, idealizada e desenvolvida por David Leavitt, que pretendia recriar o antigo bulldog inglês de trabalho. A raça é registrada pelo Leavitt Bulldog Association(LBA).

## História

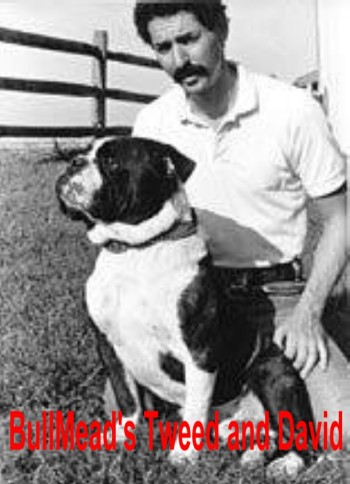
David Leavitt com o cão BullMead's Tweed, um dos cães utilizados no projeto.

David Leavitt com a intenção de recriar o antigo(e extinto) bulldog inglês de trabalho do tipo Philo Kuon, iniciou seu projeto de criação em 1971, cruzando várias raças descendentes do antigo cão. Leavitt utilizou um método de reprodução para gado desenvolvido pela Universidade do Estado de Ohio. A "fórmula" final dos cruzamentos que geraram a raça consistiu em cães: 1/2 Bulldog inglês, 1/6 Bulldog americano, 1/6 Pit bull, e 1/6 Bullmastiff. Leavitt teve o cuidado em fazer o raio-x de todos os cães que utilizou no projeto, para evitar transmissão de displasia coxofemoral. O resultado foi uma raça atlética que se parece com os buldogues de 1820, mas que também possui um temperamento mais amigável. 

### Mudança do nome
O Leavitt Bulldog foi desenvolvido pelo criador David Leavitt, que originalmente havia nomeado a raça como Olde English Bulldogge(OEB). Porém, em 2005 renomeou seus cães para Leavitt Bulldog com intenção de distanciar a sua criação de outras que estavam utilizando-se do nome original de forma indevida, e produzindo exemplares de baixa qualidade e de origem duvidável, tendo como foco apenas a aparência física exagerada.
Sobre este assunto David Leavitt declarou formalmente:

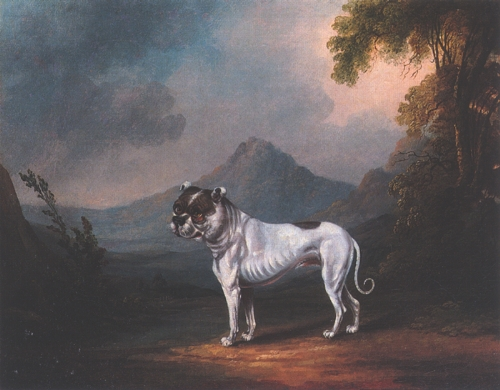
Ball, buldogue do padrão Philo kuon. Anterior a 1871.

O grande motivo para querer mudar o nome da raça é que hoje há mais OEB falsos do que verdadeiros, e a maioria destes cães não tem a aparência do antigo bulldog de trabalho. Eu admito que foi o orgulho que me levou a querer deixar claro que estes cães pesados não são minha criação. Eu não poderia forçá-los a mudar de nome, então eu mudei o nome dos meus cães.— David Leavitt, fundador do Leavitt Bulldog Association

## Características
O idealizador da raça, assim como o próprio padrão oficial, define os cães como amáveis, amigáveis, confiantes, alertas, determinados e corajosos, mas sem agressividade excessiva. Muito fortes e com bastante energia, e que podem apresentar agressividade contra cães do mesmo sexo.

## Galeria

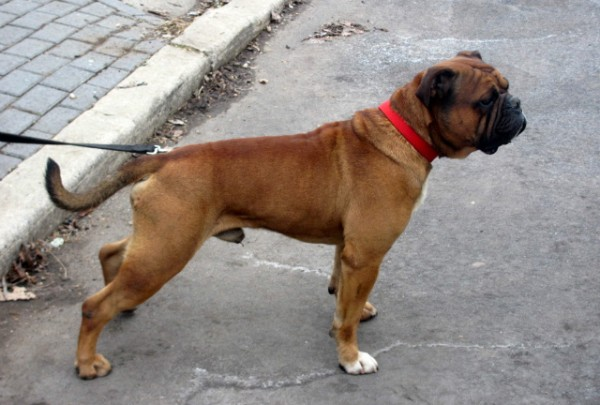
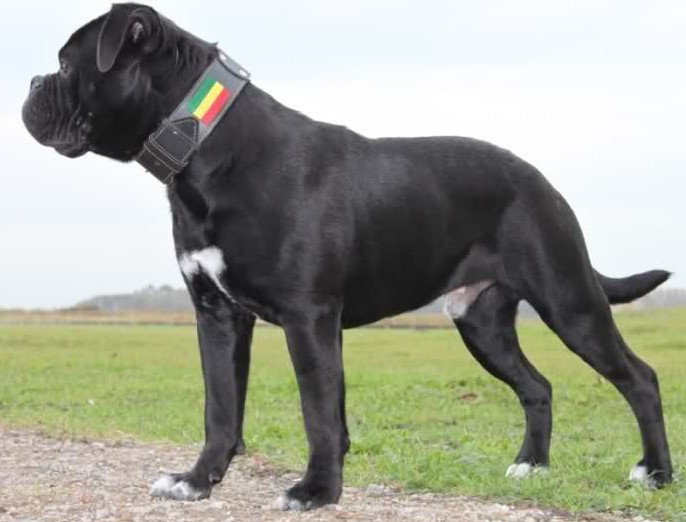
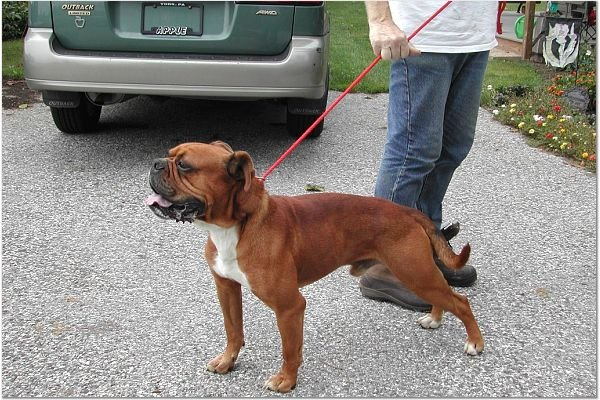
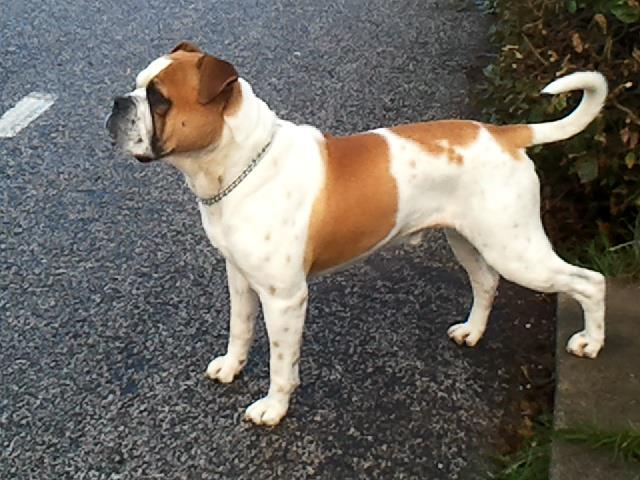
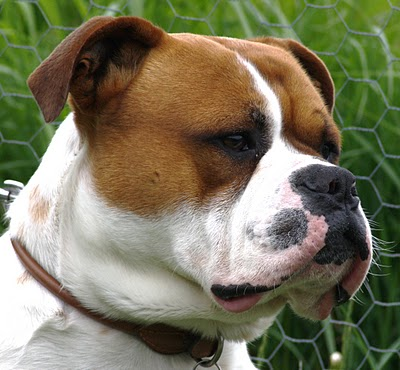
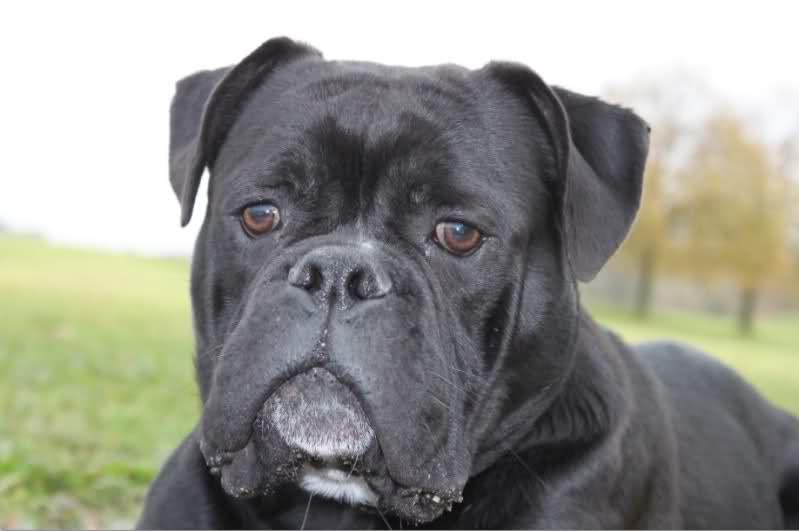
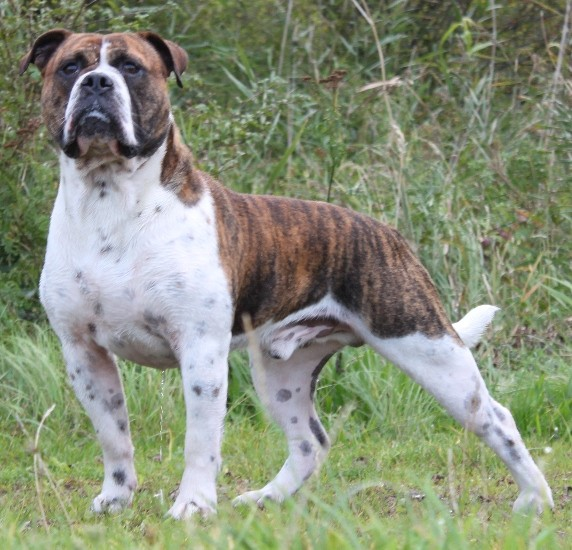
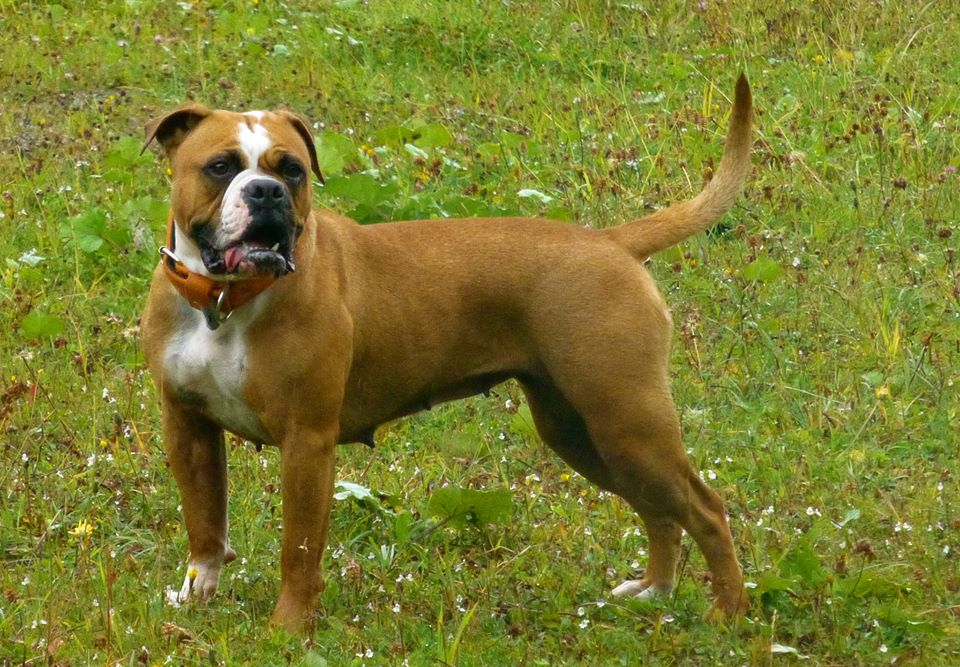